# Camptocladius ditomus
Camptocladius ditomus är en tvåvingeart som först beskrevs av Jean-Jacques Kieffer 1925.  Camptocladius ditomus ingår i släktet Camptocladius och familjen fjädermyggor. Inga underarter finns listade i Catalogue of Life.